# Camilla Madsen
Camilla Askebjerg Madsen (født 24. oktober 1993) er en dansk håndboldspiller, der i sæsonen 2018-19 spiller for Hadsten Håndbold i den danske 1. division. Hun var klubløs i 2022/23-sæsonen på grund af graviditet.
Hun har tidligere spillet i Fredericia HK, Vejen EH og HH Elite i Danmark og SV Union Halle-Neustadt i Tyskland.

## Landshold
- EM Guld i Holland 2011
- OL (ungdom) Guld i Singapore 2010